# Peter Koits

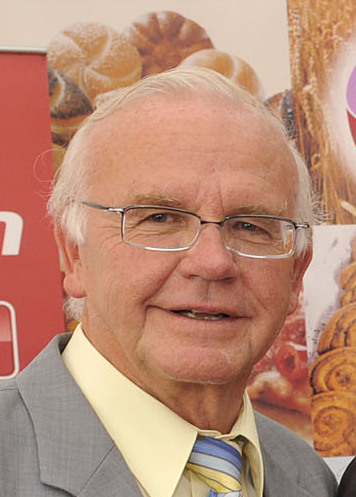
Peter Koits 2008 in Wels

Peter Koits (* 9. Mai 1941 in Wien) ist ein österreichischer Politiker (SPÖ). Er war von 1999 bis 2015 Bürgermeister der oberösterreichischen Stadt Wels.

## Leben
Zur Grundschule ging Peter Koits in Ebensee und Ried im Innkreis. Eine Lehre in Linz schloss er 1960 als Großhandelskaufmann ab. Er promovierte 1970 zum Doktor der Rechtswissenschaften an der Universität Linz und arbeitete als Jurist für die Hauptmannschaft des Bezirkes Wels-Land.
Peter Koits ist verheiratet und hat zwei Töchter sowie einen Sohn.

## Politischer Werdegang
Seit 1979 ist er Mitglied des Gemeinderates der Stadt Wels. Von 1983 bis 1994 war er Stadtrat, von 1994 bis 1997 2. Vizebürgermeister und von 1997 bis 1999 1. Vizebürgermeister. Seit dem 22. November 1999 ist er als Nachfolger von Karl Bregartner (SPÖ) Bürgermeister von Wels. Zuletzt wurde Peter Koits 2009 im zweiten Wahlgang mit 53,53 Prozent der gültigen Stimmen wiedergewählt. Bis Ende 2012 war er Stadtparteivorsitzender der SPÖ Wels. Zur Bürgermeisterwahl 2015 trat er nicht mehr an. Sein Nachfolger als Bürgermeister ist Andreas Rabl (FPÖ).
Im Österreichischen Städtebund war er Mitglied des Hauptausschusses, Mitglied der Geschäftsleitung und Vorsitzender des Ausschusses für Öffentlichkeitsarbeit. Für den Städtebund war er auch Nominierter für den Rat für Fragen der österreichischen Integration und Außenpolitik des Nationalen Sicherheitsrates und Nominierter für den Rat der Gemeinden und Regionen Europas in Straßburg. Er war auch Mitglied des St. Pöltner Kooperationsnetzwerkes Europäischer Mittelstädte sowie Vorsitzender des Aufsichtsrates der E-Werk Wels AG (EWWAG).

## Auszeichnungen
- 2006: Chevallier des Ordre national du Mérite, überreicht vom damaligen französischen Botschafter in Wien Pierre Viaux für den Einsatz für die österreichisch-französische Freundschaft[4]
- 2007: Bruder Straubinger Münze in Gold im Rahmen des 35. Jubiläums der Städtepartnerschaft zwischen Straubing und Wels[5]
- 2015: Ehrenring der FH Oberösterreich[6]
- 2015: Elfriede-Grünberg-Preis[7]